# Chloroclystis antarctica
Chloroclystis antarctica är en fjärilsart som beskrevs av Hudson 1895. Chloroclystis antarctica ingår i släktet Chloroclystis och familjen mätare. Inga underarter finns listade i Catalogue of Life.